# Magdalenka (Litwa)
Magdalenka (lit. Magdeliava) − wieś na Litwie, w rejonie solecznickim, 7 km na południowy wschód od Turgieli, zamieszkana przez 2 ludzi. Przed II wojną światową w Polsce, w powiecie wileńsko-trockim województwa wileńskiego.